# Alegria dos Homens
Alegria dos Homens é o quinto álbum oficial do grupo paulistano Premê. O disco foi o primeiro lançado após o fim do contrato com a EMI/Odeon, e marcou a retomada da banda, que ficou em hiato por cinco anos entre 1987 e 1991. O fato de ele ter sido gravado num estúdio criado pela banda, e não no estúdio de uma grande gravadora, possibilitou maior atenção na produção de cada faixa.
O disco traz referências e homenagens a vários músicos de samba e pop. Nelson Cavaquinho é homenageado em Cometa. Duas faixas de Paulo Vanzolini e Adoniran Barbosa foram regravadas pelo Premê: Ronda e No Morro da Casa Verde, respectivamente. A faixa Grandes Membros traz homenagens a músicos eruditos, como Beethoven, Mozart, Bach, Strauss, Debussy e Ravel. John Lennon e os Beatles também aparecem, na faixa Father (em referência a Mother, canção de Lennon). Há, também, a regravação de America, um standard estadunidense
Outra "homenagem" aparece na canção Falam Demais, na qual os "homenageados" são diversos falastrões da sociedade. Além disso, a canção O Tira e o Místico marca o retorno de dois personagens importantes da banda: Denilson (criado em Balão Trágico, do disco O Melhor dos Iguais) e James Blenger (originalmente criado na faixa Nunca, do primeiro disco do Premê, ele também aparece em outras canções do grupo).

## Lista de faixas
| N.º | Título                                       | Compositor(es)                                                                                          | Duração |  |
| 1.  | "Ronda"                                      | Paulo Vanzolini                                                                                         | 2:29    |  |
| 2.  | "Grandes membros"                            | Wandi Doratiotto                                                                                        | 3:55    |  |
| 3.  | "Rápido vigário"                             | Mário Manga, Claus Petersen, A. Marcelo Galbetti, Wandi Doratiotto                                      | 2:13    |  |
| 4.  | "No morro da casa verde"                     | Adoniran Barbosa, Irmãos Vitale                                                                         | 1:29    |  |
| 5.  | "Sabrina"                                    | Mário Manga, Claus Petersen, A. Marcelo Galbetti, Wandi Doratiotto, Silvio Manzzuca Jr., A.C. Dal Farra | 3:15    |  |
| 6.  | "Miss"                                       | Wandi Doratiotto                                                                                        | 2:24    |  |
| 7.  | "Father"                                     | Wandi Doratiotto, Mário Manga                                                                           | 1:29    |  |
| 8.  | "Falam demais"                               | Mário Manga                                                                                             | 3:43    |  |
| 9.  | "O tira e o místico"                         | Claus Petersen, Mário Manga                                                                             | 4:27    |  |
| 10. | "4:12"                                       | Wandi Doratiotto                                                                                        | 4:05    |  |
| 11. | "Sapatinho novo"                             | Wandi Doratiotto                                                                                        | 2:43    |  |
| 12. | "America"                                    | Leonardo Bernstein, Stephen Sondheim                                                                    | 2:56    |  |
| 13. | "Cometa"                                     | Wandi Doratiotto, Mário Manga                                                                           | 1:59    |  |
| 14. | "Feche a porta da direita com muito cuidado" | Igor Lintz Maués                                                                                        | 4:21    |  |

## Ficha técnica

### Premê e seu conjunto
- Claus Petersen
- Marcelo Galbetti
- Mário Manga Aydar
- Wandi Doratiotto

### Produção
- Técnicos: Marcos Eagle, Marco Matolli, Mariana Aydar, Quinho, Guilherme Ayrosa, Michael Angel, Ives Zimelman, João Rodrigues
- Capa: Manuel Osvaldo e Chico
- Direção artística: Antonio Duncan
- Arte final do CD: Sivanir Batista